# 九龍大榕公
23°49′44″N 120°26′57″E / 23.828986°N 120.449028°E
九龍大榕公，是位於臺灣彰化縣竹塘鄉田頭村濁水溪堤岸旁的榕樹，樹冠約有三千多平方公尺以上，形成一大片樹林，被當地人視為神樹。

## 生態
九龍大榕公位在田頭村濁水溪堤岸旁，樹身因受颱風、洪水影響而倒伏生長，氣根在地上交錯長成，樹幹造型特殊，樹林層疊，綠蔭覆蓋面積廣大。由於枝幹盤根錯節，狀似龍飛九天，所以才稱為「九龍」。原本樹的位置溪水可達，後來不斷沖積，濁水溪逐漸外移，之後形成一處面積廣大的河川地，大榕樹就在此不斷擴展，獨木成林。
2008年彰化縣政府《陽光彰化》介紹時，臺灣省文獻會資料記載樹齡估計為一百多年，縣政府看板資料則有兩百多年，當地居民則認為三百年以上。2008年《聯合報》本幹樹圍達3.5公尺。八八水災時從濁水溪上游沖來許多土壤，土質更加肥沃，也讓大榕樹變得更巨大。
類似的河邊樹景有十二佃神榕。

## 觀光
1991年以前，由於十二佃神榕樹幹交錯、樹葉堆積，成為蛇蟲滋長之地，居民很少進入。在六合彩盛行時有賭徒會半夜來此求明牌，如2008年《聯合報》報導，曾任職竹塘鄉黨部的中國國民黨二林區黨部書記楊明桔，表示20年前當年九龍大榕公尚未被開發為遊憩區，入夜陰暗，鮮少人前往，但在裡面的廖竹車千歲祠旁卻常有賭徒聚集問明牌或席地賭博。進行整建後，蛇蟲絕跡，外圍灘地也闢建公園，成為當地老人的休閒所在與旅遊觀光景點。
劉垂華擔任竹塘鄉鄉長任內，認為這此樹並不亞於澎湖通梁古榕，決定結合鄉內的醒靈宮、慈航宮等名剎古寺建設形成觀光帶，希望台灣省旅遊局能獲得補助。
竹塘鄉民代表劉明山在1997年全國好人好事代表會場接受表揚時，被中華民國總統李登輝詳細追問竹塘鄉的地理位置。劉明山對這尷尬的經驗耿耿於懷，遂當上竹塘鄉鄉長後，想以休閒農業、觀光旅遊帶動地方繁榮，就計畫以該鄉知名「二宮一寺」的慈航宮、醒靈宮、明航寺、以及此大榕樹公作為規劃的旅遊景點。
有業者在此進駐開設碳烤店、擺設卡拉OK設備。彰化縣政府和水利署第四河川局在2003年2月中旬會勘後，同意在此河川行水區興建臨時公廁，亦可栽植竹林綠美化。臺灣高鐵在附近建設後，也能到此觀賞經過的列車。2013年10月28日舉行九龍大榕公說明牌揭牌儀式。外地遊客可從埤頭鄉145線彰水路南下，至西螺大橋之前右轉，沿濁水溪北岸道路向西行駛約兩公里，將車停在大榕樹公園前停車場。
2018年，彰化縣竹塘國中網博社以此樹參加彰化縣網界博覽會鄉土專題研究網站製作比賽，由教師詹仁志帶隊組成。但中途，詹仁志發現罹患癌症，無法繼續指導，團隊依然繼續，由大榕公下長駐攤販蔡阿姨與前竹塘鄉長蔡永稽幫助下，最後獲得地方觀光資源組第一名。同年3月31日，學生回到此樹下以感謝大榕公保佑。

## 信仰

### 大榕公
居民認為榕樹是佛祖的化身，在1990年代曾傳出不少靈驗的傳說，如祈求找回失竊車、身體痊癒。為其蓋的廟兩旁樹幹，也形似青龍與白虎。溪州鄉的廟方曾來此舉行法會。
村民認為此樹豎起南無阿彌陀佛石碑後，濁水溪就不曾再淹到田頭村。而偉恩颱風從田頭村上岸的，當年造成極大災害，此株樹卻無損傷、村內也平安無事。於是村民為感念掛起紅布敬書「老樹公」。還有人會拾地上落葉泡茶水服用。1995年時83歲的當地人莊清文說此株樹曾有五次枯死的紀錄，經當地民眾向三清國王廟請示，舉行名為「接龍水」的儀式，即以紅線綁在樹頭再將線拉到濁水溪畔引水，不久老榕樹即恢復生機。另外還有故事是一名已離異的婦女改嫁時，在此樹更衣，不久突然出現許多毛毛蟲將樹葉啃光，乩童說樹神生氣，於是村民請來法師做法事道歉。還有禁忌是女童不可爬樹幹，否則一定腹痛，需到樹頭燒香。因此村人會告誡村內女童，不可去爬大榕公。

### 廖竹車千歲
九龍大榕公樹林有兩座供祀同一名八七水災受難者的小廟。1959年水災時，南投縣竹山鎮人廖竹車的遺體漂流到田頭村的濁水溪畔，遺體處理完後村裡卻出現等怪事。村裡的法師莊文明認為原因是廖竹車的靈魂未被超渡，流落溪床，於是1961年到溪床找來一塊石頭，說廖竹車靈魂寄附所在，並建立簡易小廟來奉祀，以及舉辦法會等，村子裡才恢復寧靜。此後廖竹車的廟，經常有信徒上香膜拜、問卜，香火興旺。
廖竹車的廟宇在1976年擴建；亦有村民分靈到村裡蓋起千歲廟供奉。但後來，與乩童意見不合的莊文明，在小廟原址另建規模相仿的新廟，亦將刻有「廖竹車千歲正神」字樣的石頭搬來新廟供奉。原來擴建的小廟只好另刻牌位奉祀。

## 外部連結
- 彰化縣立竹塘國中龍驤蘆荻-有榕乃大 （页面存档备份，存于）